# Tom Ducrocq
Pour les articles homonymes, voir Ducrocq.
Tom Ducrocq, né le 25 août 1999 à Nordausques en France, est un footballeur français qui joue au poste de milieu central au SC Bastia.

## Biographie

### Premiers pas
Natif de Nordausques, dans le Pas-de-Calais, Tom Ducrocq fait ses débuts au sein du club de sa ville natale le FC Nordausques. Par la suite, il part pour l'Union sportive du Pays de Saint-Omer. Après quatre saisons il est repéré par le Racing Club de Lens, club phare de la région afin d'y intégrer son centre de formation.

### RC Lens et premier contrat professionnel
Après sept saisons passées au sein du club, Tom Ducrocq signe son premier contrat professionnel avec le club artésien le 31 mai 2019. Trois mois plus tard, il dispute son premier match professionnel lors d'une rencontre comptant pour la Coupe de la Ligue face à l'ESTAC Troyes, Lens s'impose sur le score de deux buts à un.

### SC Bastia
Peu utilisé par Franck Haise, Tom Ducrocq se voit prêté pour deux saisons au Sporting Club bastiais afin de gagner du temps de jeu. Lors de la saison 2020-2021, il contribue au sacre du club en National et à son accession en Ligue 2. La saison suivante, il est de plus en plus utilisé dans le schéma de Régis Brouard, Bastia termine douzième pour sa première saison dans l'antichambre. Il rempile pour la saison 2022-2023, de nouveau prêté par le Racing Club de Lens. Le 4 avril 2023, le club corse annonce avoir levé l'option d'achat du joueur nordiste au terme de la saison 2022-2023.

## Statistiques
| Saison                | Club                  | Championnat           | Championnat | Championnat | Championnat | Coupe nationale | Coupe nationale | Coupe nationale | Coupe de la Ligue | Coupe de la Ligue | Coupe de la Ligue | Total | Total | Total |
| Saison                | Club                  | Division              | M.          | B.          | P.d.        | M.              | B.              | P.d.            | M.                | B.                | P.d.              | M.    | B.    | P.d.  |
| 2018-2019             | RC Lens               | Ligue 2               | -           | -           | -           | 1               | 0               | 0               | -                 | -                 | -                 | 1     | 0     | 0     |
| 2019-2020             | RC Lens               | Ligue 2               | -           | -           | -           | 2               | 0               | 0               | 2                 | 0                 | 0                 | 4     | 0     | 0     |
| Sous-total            | Sous-total            | Sous-total            | -           | -           | -           | 3               | 0               | 0               | 2                 | 0                 | 0                 | 5     | 0     | 0     |
| 2020-2021             | SC Bastia (prêt)      | National              | 30          | 0           | 1           | -               | -               | -               | -                 | -                 | -                 | 30    | 0     | 1     |
| 2021-2022             | SC Bastia (prêt)      | Ligue 2               | 17          | 0           | 0           | 3               | 0               | 0               | -                 | -                 | -                 | 20    | 0     | 0     |
| 2022-2023             | SC Bastia (prêt)      | Ligue 2               | 32          | 1           | 1           | 4               | 0               | 0               | -                 | -                 | -                 | 36    | 1     | 1     |
| 2023-2024             | SC Bastia             | Ligue 2               | 35          | 0           | 2           | 1               | 0               | 0               | -                 | -                 | -                 | 36    | 0     | 2     |
| 2024-2025             | SC Bastia             | Ligue 2               | 32          | 3           | 4           | 3               | 0               | 0               | -                 | -                 | -                 | 35    | 3     | 4     |
| 2025-2026             | SC Bastia             | Ligue 2               | 1           | 0           | 0           | -               | -               | -               | -                 | -                 | -                 | 1     | 0     | 0     |
| Sous-total            | Sous-total            | Sous-total            | 147         | 4           | 8           | 11              | 0               | 0               | -                 | -                 | -                 | 158   | 4     | 8     |
| Total sur la carrière | Total sur la carrière | Total sur la carrière | 147         | 4           | 8           | 14              | 0               | 0               | 2                 | 0                 | 0                 | 163   | 4     | 8     |